# Ripor
Ripor (Lagopus) är ett litet släkte med medelstora fasanfåglar vars arter är specialiserade att leva i kallt klimat. 

## Systematik
Riporna inom släktet Lagopus tillhör familjen fasanfåglar i ordningen hönsfåglar. De ingår i en grupp nordligt levande hönsfåglar som traditionellt kallats skogshöns och som tidigare utskiljts som den egna familjen Tetraonidae. Genetiska studier visar dock att skogshönsen är djupt inbäddade i familjen fasanfåglar, relativt nära släkt med äkta fasaner. Ripornas närmaste släktingar inom skogshönsen är tjädrar, orrar och släktet Falcipennis.
Idag urskiljs tre arter i släktet ripor:
- Dalripa (L. lagopus)
- Fjällripa (L. muta)
- Vitstjärtad ripa (L. leucura)

Dalripa och fjällripa delas ibland upp i mellan 20 och 30 underarter medan vitstjärtad ripa brukar delas upp i fem underarter. Förr kategoriserades beståndet av moripa, som lever i norra och västra Storbritannien och på Irland, som den egna arten Lagopus scoticus, men kategoriseras idag som underart till dalripa (L. l. scoticus). 
Ytterligare två arter i släktet är kända enbart från fossila lämningar: 
- Lagopus atavus – tidig pliocen från Bulgarien? till sen pliocen
- Lagopus balcanicus – sen pliocen från Bulgarien[2]

## Utbredning
Dalripan är en skogsfågel med en cirkumpolär utbredning. Fjällripa häckar i både arktiska regioner och bergsområden i Eurasien och Nordamerika. Den vitstjärtade ripan förekommer i alpina regioner i Nordamerika. Endast underarten moripa uppehåller sig i mera tempererat klimat. Alla populationer är stannfåglar eller kortflyttare då vissa populationer förflyttar sig till lägre nivåer under vintern.

## Utseende
Riporna är medelstora hönsfåglar med rund kroppsform, lång hals, litet huvud, och kort, grov och mörk näbb. De har fjäderklädda tarser och tår och kort stjärt som den spärrar ut i flykten. Könen är lika men går att särskilja i alla dräkter.
Alla ripor, förutom moripan, kännetecknas av helvit vinterdräkt och att de, till skillnad från merparten av fåglarna, aktivt ruggar vid tre till fyra tillfällen om året. Från den helvita vinterdräkten ruggar de vid flera avgränsade tillfällen tills de får en allt mer brunfärgad dräkt. Allt för att dräkten ska vara så väl anpassad till miljön som möjligt vilket ökar dalripans kamouflerande skydd mot rovdjur.

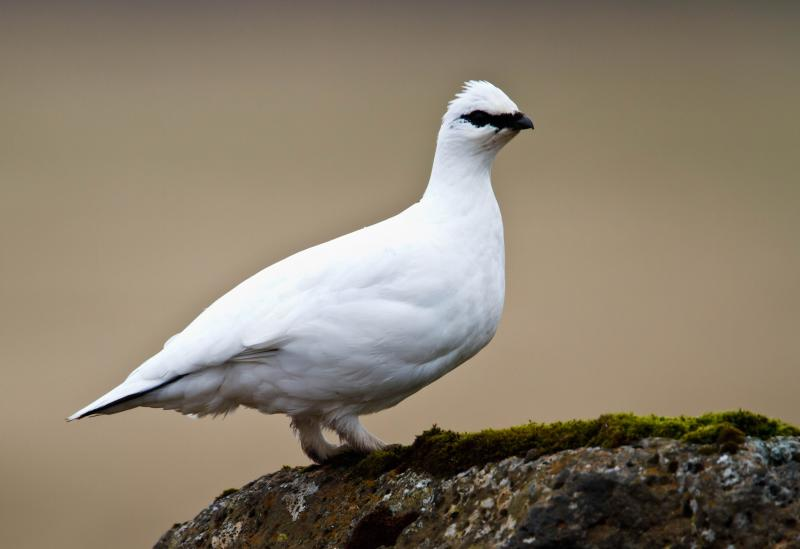
Fjällripa i vinterdräkt på Island.
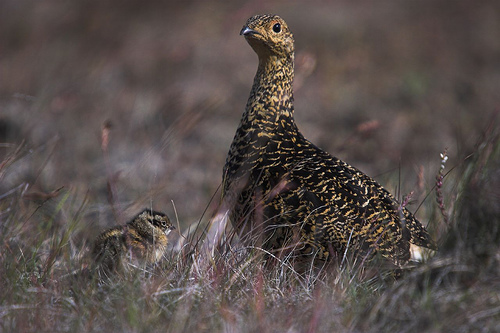
Fjällripa i sommardräkt med kyckling på Island.

## Ekologi
Riporna är alla specialiserade att leva i kallt klimat och vistas i öppna biotoper, som hedar och skoglösa fjäll, men drar sig vintertid ned till busk- och skogstrakter. Riporna lever i par och uppehåller sig mest på marken, där de söker sin föda som utgörs av bär, knoppar, späda blad och frön. På vintern utgör björkknopp den huvudsakliga födan. Ungarnas föda består till stor del av insekter. Hos fjällripa och vitstjärtad ripa tar endast honan hand om ungarna, vilket är vanligast hos skogshöns, medan dalriporna delar på uppgiften. Alla tre arter lägger sitt bo direkt på marken.

## Namn
Det vetenskapliga släktnamnet Lagopus härstammar från klassiska grekiskans lagos (λαγως), vilket betyder "hare", och pous (πους), vilket betyder "fot", vilket refererar till arternas fjäderklädda fötter. Artnamnen muta och leucura skrevs länge felaktigt som mutus och leucurus, då man antog att ändelsen på Lagopus betecknade maskulinum. Men genuset på den klassiska grekiska termen λαγωπους är femininum vilket medför att muta och leucura också måste skrivas i femininum. Den moderna svenskas ripa kommer av fornnordiskans rjupa, vilket också kunde vara ett kvinnligt personnamn.

## Referenser

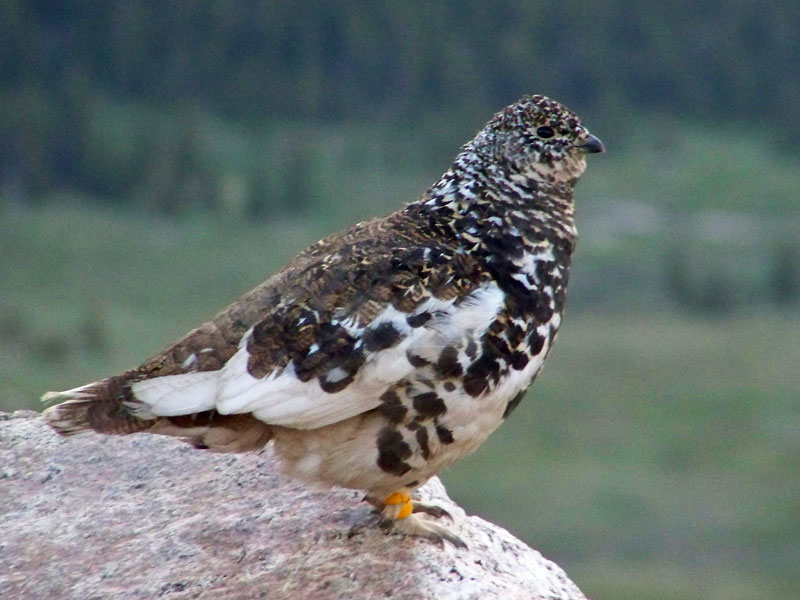
Vitstjärtad ripa.